# Орден Защиты Отечества
Орден Защиты Отечества (вьет. Huân chương bảo vệ tổ quốc) — шестой по значимости орден Социалистической Республики Вьетнам.

## Описание
Орденом Защиты Отечества награждаются лица или коллективы, проявившие достижения на подготовке и построении сил, укреплении защиты людей и народной безопасности, преданность вооружённым силам, а также за создание изобретений, научных работ или выдающихся произведений государственного уровня.
Орден был учреждён 26 ноября 2003 года.
Орден состоит из трёх степеней: I — три звезды, II — две звезды, III — одна звезда.